# Anna Ottosson
Anna Ottosson (* 18. Mai 1976 in Frösön) ist eine ehemalige schwedische Skirennläuferin. Sie war auf die Disziplinen Riesenslalom und Slalom spezialisiert.

## Biografie
Ottosson siegte 1991 beim Trofeo Topolino. Seit 1995 fuhr sie im Alpinen Skiweltcup und gehörte zu den weltbesten Technikerinnen. In den Jahren 1998 bis 2000 erreichte sie vier Podestplätze. Ihr einziges Weltcuprennen gewann sie am 23. Januar 2000, den Riesenslalom von Cortina d’Ampezzo. Im März 2002 wurde sie Zweite im Riesenslalom von Zauchensee. In den folgenden Jahren fuhr sie im Weltcup regelmäßig unter die besten Fünfzehn, es dauerte aber fünf Jahre, bis sie im März 2007 beim Slalom von Zwiesel – als Zweite hinter Marlies Schild und ex aequo mit Šárka Záhrobská – wieder auf dem Podest stand.
Ähnlich wie im Weltcup präsentieren sich auch ihre Resultate bei Weltmeisterschaften und Olympischen Spielen, wo sie sich acht Mal unter den besten 10 klassieren konnte. Als Bestresultat galt bis anhin der fünft Platz im Slalom bei den Weltmeisterschaften 2003 in St. Moritz. Doch bei den Olympischen Winterspielen 2006 fuhr sie im Riesenslalom die Bestzeit im zweiten Lauf und konnte die Bronzemedaille gewinnen. Bei den Heim-Weltmeisterschaften 2007 in Åre gewann sie mit dem schwedischen Team die Silbermedaille im Mannschaftswettbewerb. Nach der Saison 2006/07 beendete sie ihre Karriere.

## Erfolge

### Olympische Spiele
- Nagano 1998: 7. Riesenslalom, 10. Slalom
- Salt Lake City 2002: 9. Riesenslalom, 13. Slalom
- Turin 2006: 3. Riesenslalom, 18. Slalom

### Weltmeisterschaften
- Vail/Beaver Creek 1999: 10. Riesenslalom, 15. Slalom
- St. Anton 2001: 9. Riesenslalom
- St. Moritz 2003: 5. Slalom, 15. Riesenslalom, 17. Super-G
- Santa Caterina 2005: 12. Riesenslalom
- Åre 2007: 2. Mannschaftswettbewerb, 7. Riesenslalom, 16. Slalom

### Weltcup
- Saison 1997/98: 9. Riesenslalomwertung
- Saison 1998/99: 5. Riesenslalomwertung
- Saison 1999/2000: 4. Riesenslalomwertung
- Saison 2006/07: 9. Slalomwertung, 6. Riesenslalomwertung
- 6 Podestplätze, davon 1 Sieg:

| Datum           | Ort               | Land    | Disziplin    |
| --------------- | ----------------- | ------- | ------------ |
| 23. Januar 2000 | Cortina d’Ampezzo | Italien | Riesenslalom |

### Europacup
- Saison 1997/98: 5. Riesenslalomwertung
- 4 Podestplätze, davon 1 Sieg

### Juniorenweltmeisterschaften
- Monte Campione 1993: 13. Riesenslalom, 19. Kombination, 31. Slalom, 57. Super-G
- Lake Placid 1994: 5. Riesenslalom, 25. Super-G

### Weitere Erfolge
- 9 schwedische Meistertitel:
  - Slalom: 1999, 2000, 2003
  - Riesenslalom: 1999, 2000, 2002, 2006
  - Super-G: 2005
  - Kombination: 2006
- 20 Siege in FIS-Rennen (ab 1994/1995)